# Cartó
|  | Per a altres significats, vegeu «cartó (desambiguació)». |

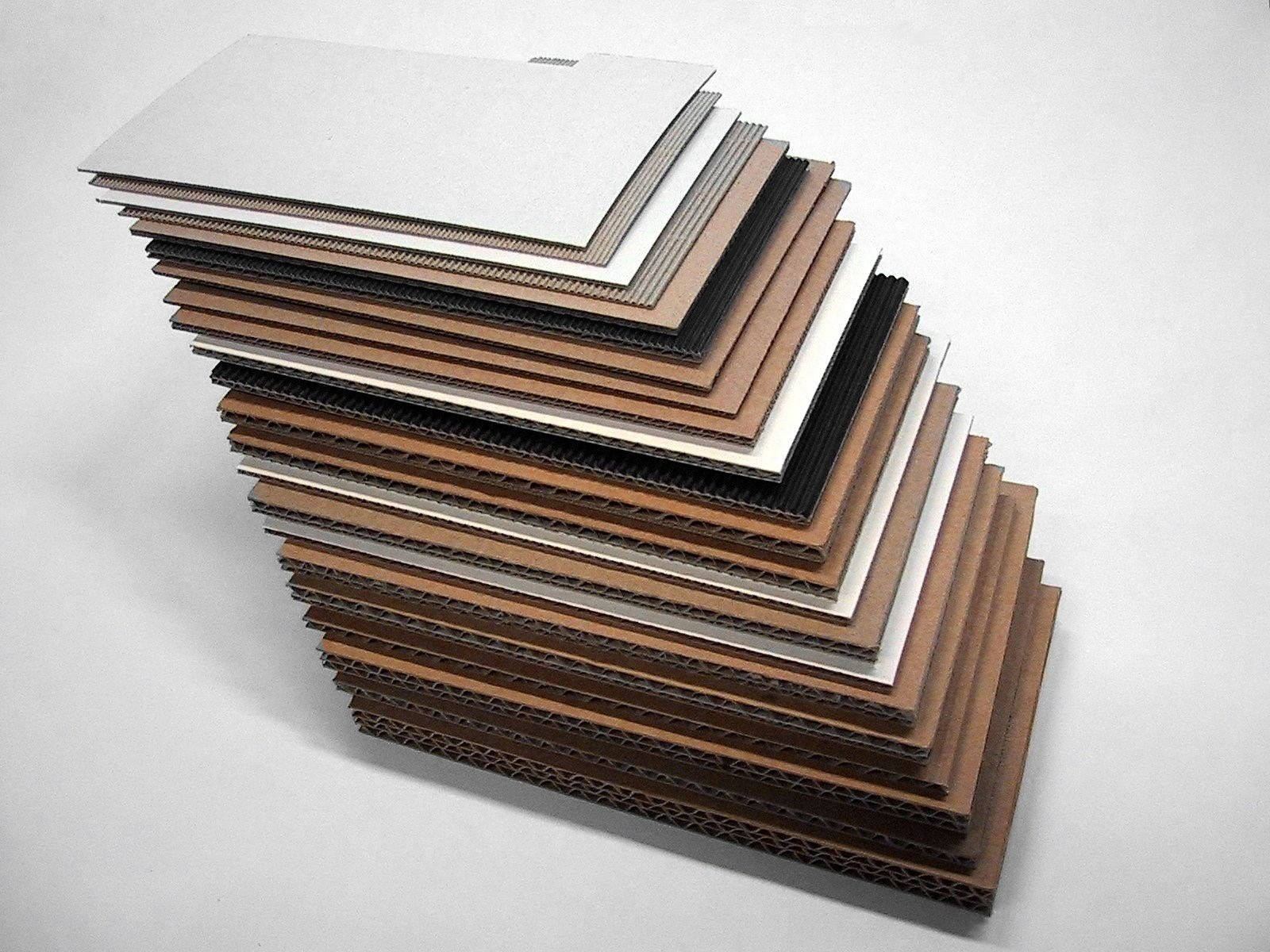
Cartons apilats

El cartó o cartró és un material format per diverses capes de paper superposades, a base de fibra verge o de paper reciclat. El cartó és més gruixut, dur i resistent que el paper.
Alguns tipus de cartó són usats per fabricar embalatges i envasos, bàsicament capses de diversos tipus. La capa superior pot rebre un acabat diferent, anomenat «estuc» que li confereix major vistositat.

## Característiques tècniques
Gruix i volum són aspectes significatius en l'elaboració del cartó, al final, el producte ha de suportar els pesos de les càrregues, equips i els altres usos, mantenint la seva forma. Generalment estan compostos per dos o més capes per millorar la qualitat. Fins i tot amb capes intermèdies corrugades com en el cas del cartó ondulat.

### Gramatge
En la indústria, el cartó es mesura generalment pel seu gramatge, que és el pes del cartó expressat en g/m  2 : la majoria del cartó utilitzat per fabricar envasos té un gramatge entre 160 i 600 g/m  2 .

### Gruix
El gruix és la distància entre les dues superfícies de la làmina de cartó i es mesura en mil·lèsimes de mil·límetre, micres. Els envasos de cartó solen tenir entre 350 i 800 micres de gruix.

### Densitat i calibre
La densitat del cartó es refereix al grau de compactació del material i es mesura en kg/m  3 . A la pràctica, se substitueix aquesta característica pel calibre, que expressa la superfície de cartó en metres quadrats per cada 10 kg de pes. Com menor sigui la xifra del calibre, major és el gruix del cartó.
En realitat, aquesta xifra indica la quantitat de fulles de cartó, de mida 70 x 100 (centímetres), que conformen 10 quilograms. És a dir, 10 kg de «cartó calibre 40» estan formats per 40 fulles 70 x 100 cm2 . Són calibres habituals: 4 (pesat), 6, 8, 10 (mitjà), 12, 25, 35 i 40 (lleuger).

## Cartonet

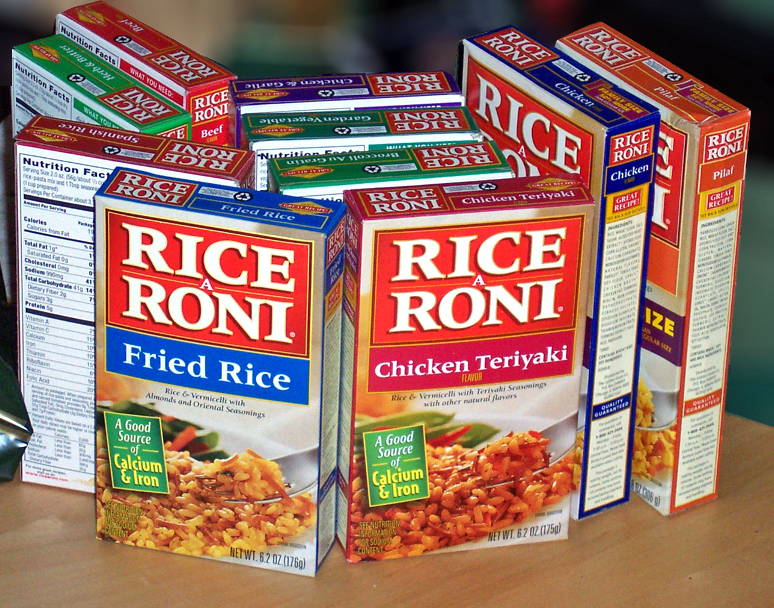
Envasos de cartonet.

El  cartonet  (o cartó fi, de poc gruix) és un material lleuger i compacte, admet imprimir gràfica d'alta qualitat en offset o gravat en relleu que el fa idoni per fabricar els envasos de productes de gran consum. L'ús de cartonet és clàssic en estoigs (capses de petit i mida mitjana) per a diferents indústries: cosmètica, productes farmacèutics, alimentació seca, productes tèxtils.
El cartonet és el tipus de cartó més utilitzat per la indústria del «Packaging», per a realçar un article concret dins d'un establiment comercial. Pot tenir forma d'una caixa expositora cridanera, on es troben els articles a vendre. També s'utilitza per crear unitats de venda embolicant un grup d'articles que s'exposen a la prestatgeria de manera conjunta, els anomenats «multi-packs».
Will Keith Kellogg va ser el primer a usar envasos de cartó per a contenir flocs de blat de moro, més endavant, quan va començar a comercialitzar-los, la capsa de cartó anava recoberta d'una bossa de paper encerat «termo-segellada» amb el nom de la seva marca imprès. Aquest és l'origen de les capses de cereals, encara que actualment, la bossa segellada és de plàstic i es troba dins de la capsa de cartó.

## Tipus
Segons la matèria primera emprada en la seva fabricació, poden distingir quatre tipus de cartonet:
- Cartó sòlid blanquejat o cartolines, SBS: Fabricat amb pasta química blanquejada en les capes interiors i capes d'estuc a la cara superior i en el revers. S'utilitza per a envàs de la indústria cosmètica, farmacèutica i altres envasos de luxe.
- Cartó sòlid no blanquejat, ELS SEUS: Més resistent que l'anterior, s'utilitza per embalatges de begudes (agrupacions d'ampolles i llaunes)
- Cartó folding, GC: Es fabrica amb diverses capes de pasta mecànica entre capes de pasta química. S'utilitza en envasos d'aliments congelats i refrigerats, de dolços ...
- Cartó de fibres reciclades, GD i GT: Es fabrica amb fibres recuperades, està format per moltes capes de diversos tipus de fibres. S'utilitza per als envasos de cereals, joguines, sabates ...

## Medi ambient
D'altra banda, els fabricants de cartó estan prestant atenció als temes relacionats amb la salut, el medi ambient i la legislació vigent sobre envasos i embalatges d'un sol ús. Per això, busquen recursos renovables per elaborar tot el material demandat. En molts països és obligatori que el cartó s'elabori totalment o parcialment amb materials reciclats.

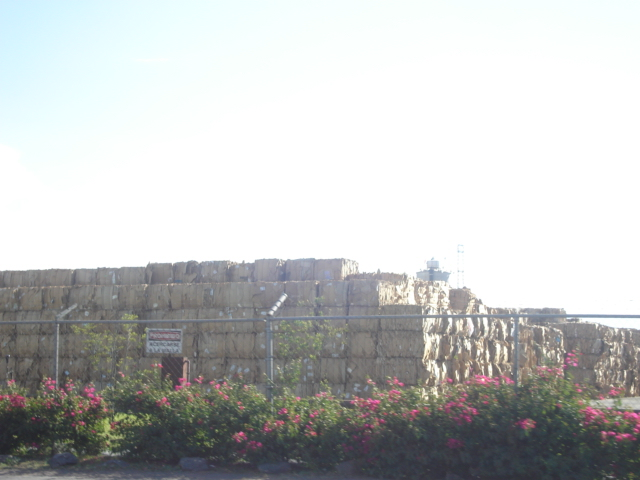
Bales de cartó.